# Burnout 2: Point of Impact
Burnout 2: Point of Impact est un jeu vidéo de course développé par Criterion Games et édité par Acclaim en 2002 sur PlayStation 2. Il est adapté en 2003 sur GameCube et Xbox, cette dernière version qui sera intitulée  Burnout 2: Point of Impact – Developer's Cut. Second volet de la série Burnout, le principe de jeu reste identique au précédent épisode : rouler à grande vitesse sur des grands axes urbains pour remporter la course tout en évitant le plus grand nombre de véhicules.

## Système de jeu
Burnout 2: Point of Impact présente 14 nouvelles voitures, dont sept inédites. Pour arriver à gagner, une jauge de boost est mise à disposition et pour la remplir, il faut : rouler en contre-sens sans toucher de voitures (Oncoming), faire des dérapages contrôlés sans heurter les murs (Drift), frôler les voitures (Near-Miss), et faire des sauts (Air). Contrairement au premier opus de la série, la réserve de boost ne peut être enclenchée que pleine, mais il est possible de rouler en continu en mode boosté. Pour la remplir, il faut accumuler assez de points. Lorsque la barre de boost est remplie, le joueur peut l'activer ce qui aura pour effet d'augmenter la vitesse du véhicule pendant un court laps de temps.
La bande-son du jeu Burnout 2: Point of Impact est similaire au premier opus, produite par Stephen Root. Lors d'une course, la musique change selon la situation du joueur.

## Promotion
Pour la promotion du jeu, la société Acclaim offre à chaque conducteur britannique ayant reçu une amende pour excès de vitesse, le remboursement intégral du jeu. Très mal accueilli par le gouvernement britannique, cette promotion est annulée.

## Accueil
Burnout 2: Point of Impact est généralement bien accueilli par la presse spécialisée, toutes versions confondues selon le site généraliste Metacritic,,.
GameSpot attribue une note de 8,5 sur 10 à la version GameCube, de 8,3 sur 10 à la version PlayStation 2, et de 8,6 sur 10 à la version Xbox. Dans sa critique, GameSpy explique que « si Gran Turismo 3 était Dom Perignon, et Burnout 2 était Jack Daniels... même si Dom est un bon gars, je choisirai Jack. » GameSpy attribue une note de 8,6 sur 10 à la version Xbox, et une note de 4,5 sur 5 aux versions GameCube et PlayStation 2.
IGN considère le jeu comme « une excellente suite en tout point de vue. C'est plus long, plus rapide, plus profond, et des modes bonus qui impressionnent. » Le site attribue une note de 8,5 sur 10 à la version GameCube, de 9 sur 10 à la version PlayStation 2, et de 8,6 sur 10 à la version Xbox. De son côté, l'Official Playstation Magazine américain attribue une note de 4,5 sur 5 à la version PlayStation 2.
Dinowan de Jeuxvideo.com attribue une note de 16 sur 20 à la version PlayStation 2. Jeux vidéo Magazine donne au jeu la note de 16 sur 20 aux versions PS2 et Xbox,.